# Naomi Feinbrun
Naomi Feinbrun (Moscú, 17 de abril de 1900 - Jerusalén, 8 de marzo de 1995) fue una botánica israelí de origen ruso. Fue parte del personal académico de la Universidad Hebrea de Jerusalén en épocas donde ninguna mujer seguía una carrera científica, no solamente en Israel sino mundialmente. Por seis décadas estudió la flora de Israel, publicando docenas de artículos y varios textos analíticos. A los noventa y uno recibe el "Premio Israel 1991" por su contribución a los estudios de tierras de Israel.
Feinbrun realizó sus estudios en la Facultad de Ciencias Naturales en la Universidad de Moscú. Cuando su familia se muda a Chisináu, Besarabia (actual Moldavia) en 1920, Feinbrun continuó sus estudios en la Universidad de Rumania, en Cluj, Transilvania, donde recibe su primer grado en botánica en 1923. Luego enseña Ciencias naturales en la Escuela Superior Judía de Niñas en Chisináu. En 1924 hace aliá junto a su familia hacia el entonces Mandato británico de Palestina, actual Estado de Israel.

## Algunas publicaciones
- “Useful wild plants in Palestine.” Ha-Sadeh 10 (1930): 298–301, 362–368; 433–477

- “On the vegetation of Tel Aviv.” Nature and Country 2 (1933): 124–128

- “Alexander Eig: A Biography.” Nature and Country 5 (1938): 412–418

- “The genus Bellevalia in Palestine.” The Magnes Volume (1938): 386–389

- «New data on some cultivated plants and weeds of the Early Bronze Age in Palestine». Palest. J. Bot. Jerusalem ser. 1 (1938): 238–240

- «A monographic study on the genus Beb levalia Lapeyr. (Caryology, Taxonomy, Geography)». Palest. J. Bot. Jerusalem ser. 1 (1938–1940): 42–54; 131–142; 336–409

- «Poa series Roshev. of Palestine and Syria». Bull. of misc. Inf. R. Bot. Gdns. Kew, 7 (1940): 277–285

- «The genus Ornithogalum in Palestine and neighbouring countries». Palest. J. Bot. Jerusalem ser. 2 (1941): 132–150

- «On the occurrence of Drosera rotundifolia L. in Lebanon». Palest. J. Bot. Jerusalem ser. 2 (1942): 251–252

- «Allium section Porrum of Palestine and the neighbouring countries». Palest. J. Bot. Jerusalem ser. 3 (1943): 1–21

- «A new Rheum species from Palestine». Palest. J. Dot. Jerusalem ser. 3 (1944): 117–118

- «Materials for a revised Flora of Palestine I». Proc. Linn. Soc. London 157 (1944–1945): 46–54

- «The genus Rhamnus in Palestine». Palest. J. Bot. Jerusalem ser. 3 (1946): 167–169

- «A new nettle from Huleh». Palest. J. Bot. Jerusalem ser. 4 (1947): 114–115

- «Further studies on Allium of Palestine and the neighbouring countries». Palest. J. Bot. Jerusalem ser. 4 (1948): 144–157

- The Rose: Edited and revised from a manuscript by the late M. Schwartzman. Tel Aviv: 1948, 1–64

- “The contribution of the late Tuvia Kushnir to the plant knowledge of Palestine.” Nature and Country 7 (1948): 478–480

- “In memory of a young botanist, Yitzhak Halevi.” Ha-Sadeh 28 (1948): 453–455

- «Plants new for Palestine III». Palest. J. Bot. Jerusalem ser. 4 (1949): 237–238

- «Chromosome counts in Palestinian Allium species». Palest. J. Bot. Jerusalem ser. 5 (1949): 13–16

- «The genus Colchicum of Palestine and neighbouring countries». Palest. J. Bot. Jerusalem ser. 6 (1953): 71–95

- «Chromosomes and taxonomic groups in Allium». Caryologia 6 (1954), suppl., 1036–1041, Proc. 9th Int. Cong. Genetics

- «Chromosome numbers in the genus Colchicum». Bull. Res. Counc. Israel 6B (1957): 283

- «Chromosome numbers in Crocus». Genetica 29 (1958): 172–192

- «Chromosome numbers and evolution in the genus Colchicum». Evolution 12 (1958): 173–188

- «Spontaneous Pineta in the Lebanon». Bull. Res. Counc. Israel 7D (1959): 132–153

- «Materials for a revised Flora of Palestine II». Bull. Res. Counc. Israel 8D (1960): 169–172

- «Revision of the genus Hyacinthella Schur». Bull. Res. Counc. Israel IOD (1961): 324–347

- «Taxonomic studies on Papaver Sect. Orthorhoeades of Palestine and of some other Mediterranean countries». Israel J. Bot. 12 (1963): 74–96

- «Chromosomes of some East-Mediterranean Papaver species». Caryologia 16 (1963): 649–652

- «The genus Iphiona in Palestine». Israel J. Bot. 15 (1966): 22–24

- “Cytology.” In Encyclopedia of Agriculture, v. 1 1966

- “Species of Lycium in Palestine.” Mada 13 (1968): 221–224

- «The genus Lycium in the Flora Orientalis region». Collnea bot. 7 (1968): 359–379

- «A taxonomic review of European Cuscutae». Israel J. Bot. 19 (1970): 19–29

- «Cuscuta». In Flora Europaea, vol. 3 (manuscrito)

### Libros
- Eig, A; M Zohary, N Feinbrun. 1931. Analytical Flora of Palestine (Hebrew). Jerusalem

- Zohary, M; N Feinbrun. 1948. Analytical Flora of Palestine. 2.ª ed. Jerusalem

- Feinbrun, N; M Zohary. 1949-1959. Flora of the Land of Israel: Iconography. Planchas por Ruth Koppel. I. Pls. 1–50 en 1949; 11. Pls. 51–100, 1952; III. Pls. 101–151 (ediciones en hebreo y en inglés). Jerusalem

- ----. 1960. Wild Plants in the Land of Israel. Planchas por Ruth Koppel. Tel Aviv (eds. en hebreo y en inglés)

- ----. Flora Palaestina. Part 3: Ericaceae-Compositae. Part 4: Monocotyledoneae

- Zohary, M; N. Feinbrun. Flora Palaestina. Parte 1. Equisetaceae to Moringaceae; Parte 2. Platanaceae to Umbelliferae; Parte 3. Ericaceae to Compositae. Jerusalem, Academy of Sciences and Letters. 1966-79, v. de texto y de planchas

## Honores

### Eponimia
En su honor se nombraron cinco especies, entre ellas:
- (Asteraceae) Anthemis feinbruniae Eig 1938
- (Asteraceae) Cota feinbruniae (Eig) Holub 1974
- (Colchicaceae) Colchicum feinbruniae K.Perss. 1993
- (Orchidaceae) Anacamptis × feinbruniae (H.Baumann & Dafni) H.Kretzschmar, Eccarius & H.Dietr. 2007

- La abreviatura «Feinbrun» se emplea para indicar a Naomi Feinbrun como autoridad en la descripción y clasificación científica de los vegetales.[1]